# 维季姆 (伊尔库茨克州)
维季姆（羅馬化：Vidim）是俄罗斯伊尔库茨克州的工人村（市级镇），属下伊利姆斯克区，位于叶尼塞河流域内维季姆河（流入布拉茨克水库）畔，在区行政中心热列兹诺戈尔斯克-伊利姆斯基西偏南、州府伊尔库茨克北偏西方。
该地2021年人口有1,002人；2010年人口1,236；2002年人口1,453；1989年人口2,226。